# Lijst van voetbalclubs - Q
Dit is een lijst van voetbalclubs met als beginletter een Q.
- Qäbälä PFK
- FK Qala
- FK Qarabağ
- Qatar SC
- QSC
- Quedlinburger SV
- Queen of the South FC
- Queen's Park FC
- Queens Park Rangers
- CD Quevedo
- LDU Quito
- Quick Boys

A · B · C · D · E · F · G · H · I · J · K · L · M · N · O · P · Q · R · S · T · U · V · W · X · Y · Z